# Neustadt (Chemnitz-Schönau)

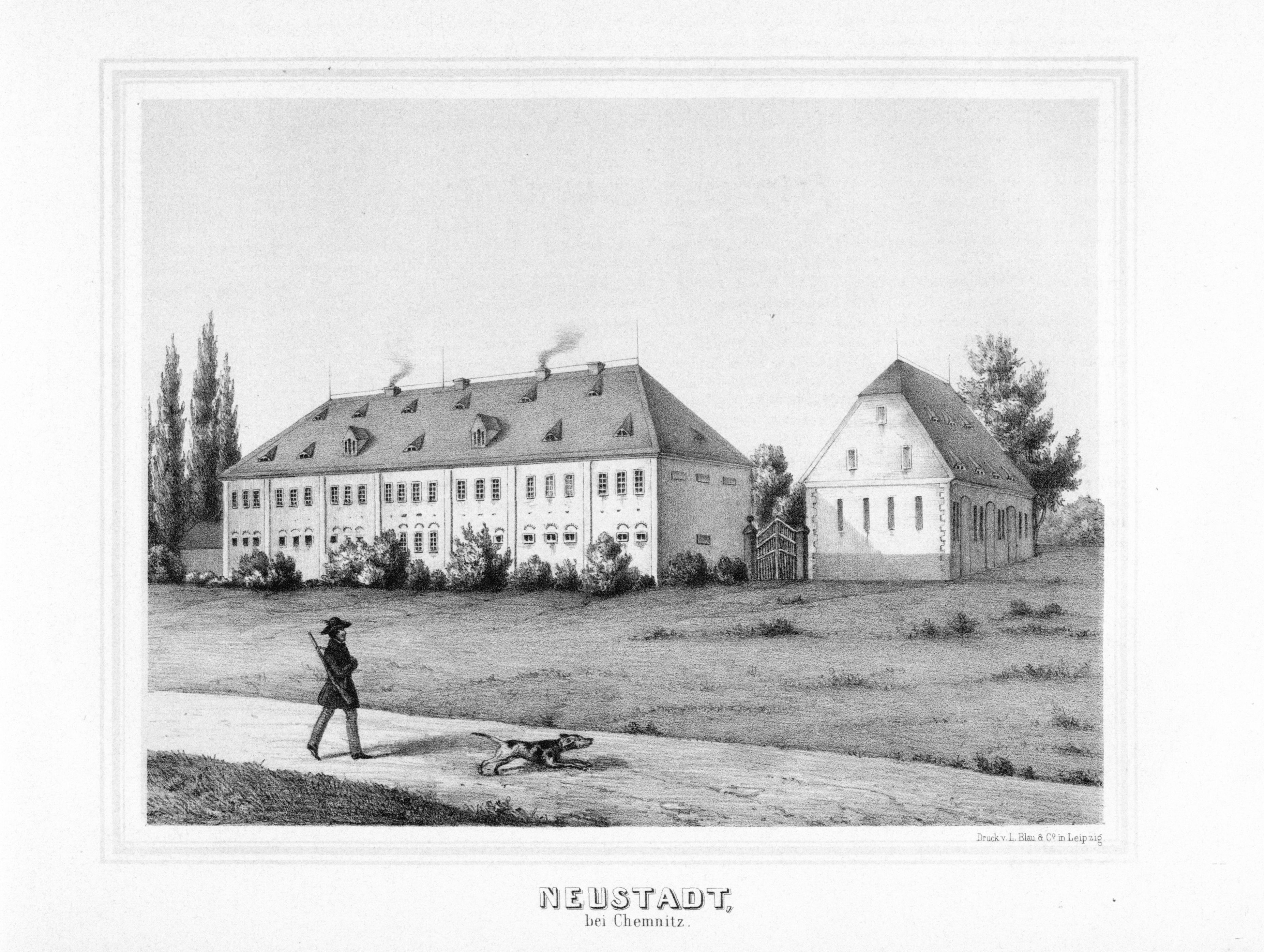
Rittergut Höckericht in Neustadt um 1850

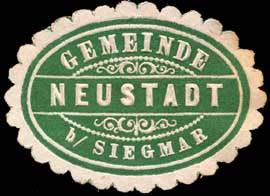
Siegelmarke Gemeinde Neustadt bei Siegmar zwischen 1850 und 1923

Neustadt war eine Gemeinde und später ein Ortsteil von Schönau und darauf folgend von Siegmar-Schönau im Stadtgebiet des heutigen Chemnitz in Sachsen.

## Geschichte
Neustadt ist als Naustadt = neuangelegte Wohnstätte Ende des 16. Jahrhunderts aus den so genannten „Drescherhäusern“ des Rittergutes Höckericht hervorgegangen. Fluranlagen, wie in Siegmar, Schönau und Stelzendorf waren hier nicht vorhanden.
Neustadt entwickelte sich wie Schönau zum Strumpfwirkerdorf. 1822 wurden etwa 300 Einwohner und 40 Häuser gezählt. 1856 legte die Gemeinde einen eigenen Friedhof an, den auch Schönau nutzte. 1884 bildeten Neustadt und Schönau eine eigene Parochie, blieben als Gemeinden politisch aber eigenständig. 1922 erfolgte die Eingemeindung von Neustadt nach Schönau.
Der Schönauer Ortsteil existierte bis 1950 weiter. Mit der Eingemeindung von Siegmar-Schönau nach Chemnitz ging Neustadt im neuen Stadtbezirk West auf. Nach der politischen Wende 1989/1990 und der Auflösung der Stadtbezirke wurde Neustadt im Gegensatz zu Reichenbrand und Stelzendorf kein eigener Stadtteil, sondern im östlichen Teil Schönau und im westlichen Teil Siegmar zugeschlagen. Die Grenze dabei bildete die A 72.
Einzige Zeugen des ehemaligen Ortsteils sind die Neustädter Straße und das ehemalige Rathaus von Neustadt. Letzteres wurde nach erheblicher Beschädigung im Zweiten Weltkrieg nur teilweise original wieder aufgebaut. Das Gebäude wurde aufwändig saniert und wird heute als Wohnhaus genutzt.

## Gasthof Neustadt
Der Gasthof Neustadt wurde 1897 auf dem Gelände des 1894 abgebrannten alten Neustädter Gasthauses erbaut, das erstmals 1820 erwähnt wurde und das Aussehen einen stattlichen alten Bauernhauses hatte. Der Neubau diente seinem Besitzer Wilhelm Exner als Hotel, Restaurant, Garten-, Konzert- und Ball-Etablissement. 1912 wurde das Gebäude von Friedrich Reimann für seinen Sohn Max gekauft, der darin eine Fleischerei betrieb. Die gastronomische Einrichtung wurde verpachtet. 1945 wurde der Gasthof zunächst Unterkunft für sowjetische Soldaten. 1957 brannten Saal und Bühnenhaus aus bisher ungeklärter Ursache ab. Das Restaurant wurde von der Tochter Max Reimanns, Lisa Felbrich, zunächst weitergeführt und ab 1980 verpachtet. 1993 erfolgte die Schließung des Restaurants. Nachdem das Gebäude zeitweilig unter Denkmalschutz gestellt war, wurde dieser aufgehoben und im Mai/Juni 2004 erfolgte der Abriss.

## Verkehr
Durch den Stadtteil führt die Zwickauer Straße und die Bahnstrecke nach Hohenstein-Ernstthal und Zwickau. Die A 72 geht quer durch den ehemaligen Stadtteil.
Die CVAG hat den ehemaligen Stadtteil mit der Buslinie 24 erschlossen. Bis zum 17. Mai 1980 fuhr durch Neustadt die alte, 1988 eingestellt, Linie 3 bis Reichenbrand. Durch das Gebiet von Neustadt verkehren seit 2008 die Buslinien 41, 73 und N16 (Nachtlinie).